# Xenia quinqueserta
Xenia quinqueserta is een zachte koraalsoort uit de familie Xeniidae. De koraalsoort komt uit het geslacht Xenia. Xenia quinqueserta werd in 1899 voor het eerst wetenschappelijk beschreven door May. 